# Raoul Girard
Pour les articles homonymes, voir Girard.
Raoul Girard est un homme politique français né le 16 novembre 1898 à Fraisans (Jura) et décédé le 18 novembre 1967 à Paris.

## Biographie
Ingénieur des mines, il est conseiller général et député du Jura de 1932 à 1936, inscrit au groupe radical.

## Sources
- « Raoul Girard », dans le Dictionnaire des parlementaires français (1889-1940), sous la direction de Jean Jolly, PUF, 1960 [détail de l’édition]